# Francesco Paolo Perez
Francesco Paolo Perez (Palermo, 19 marzo 1812 – Palermo, 17 febbraio 1892) è stato un politico, scrittore e critico letterario italiano.

## Biografia

### Gli esordi
Figlio di Bartolomeo Perez, funzionario dell'amministrazione borbonica, e di Antonina dei baroni Iannelli di Caccamo, Francesco Paolo Perez ricevette la passione per le lettere dalla madre, appassionata di poesia. La sua formazione infatti fu essenzialmente letteraria, influenzata dalle opere di scrittori come Vittorio Alfieri e Ugo Foscolo, le quali gli inculcarono gli ideali di libertà e di patriottismo per la causa italiana.
Laureatosi nel 1830 in giurisprudenza all'Università di Palermo, lavorò inizialmente a Napoli come impiegato della filiale della banca di Karl Rothschild. Si recò poi per interesse culturale a Roma, dove frequentò alcuni ambienti liberali. Ritornato in Sicilia, Perez nel 1833 scrisse il Carme in memoria di Ugo Foscolo, che riscosse un buon successo e divenne simbolo di italianità nel panorama politico dell'isola.
Nel 1835 Perez si sposò con Giovanna Minneci, dalla quale ebbe tre figli: Giuseppina, Ernesto e Giuseppe.

### L'impegno politico
In quel periodo la visione politica di Perez si orientò dal tradizionale autonomismo siciliano all'unificazione nazionale italiana, con particolare riferimento alla forma di governo confederale da dare alla nuova entità politica. A spingerlo in questa direzione furono le spietate e brutali repressioni di Francesco Saverio Del Carretto, ministro di Polizia, che dopo l'insurrezione delle città di Catania e di Siracusa nel 1837 punì duramente la Sicilia dal punto di vista politico e amministrativo. Alle repressioni non sfuggì nemmeno Perez, che lavorava come funzionario della direzione della Luogotenenza siciliana, i cui vertici, conoscendone le idee anti-borboniche, lo licenziarono in tronco. A questo punto, l'ex-funzionario siciliano aprì una scuola privata di letteratura a Palermo, divenuta celebre per l'aver attratto giovani intellettuali liberali ostili al dominio borbonico, come Michele Amari, Francesco Crispi e Francesco Ferrara.
Inoltre Perez si impegnò sempre più nel giornalismo, scrivendo per giornali come L'Eco peloritano, La Ruota e L'Osservatore, oltre a collaborare ad alcune riviste letterarie. 
Nel 1847, dietro esempio della Protesta del popolo delle Due Sicilie del napoletano Luigi Settembrini, pubblicò l'Appello dei Siciliani ai fratelli di Napoli, in cui esortava i sudditi delle due parti del Regno meridionale ad unirsi contro la monarchia borbonica, finendo arrestato insieme agli altri autori del manifesto, ossia Ruggero Settimo e Vincenzo Fardella di Torrearsa.
Liberato con lo scoppio dei moti rivoluzionari del gennaio 1848 in Sicilia, fu eletto alla Camera dei Comuni del Parlamento siciliano per la circoscrizione di Alcamo, votando il 13 aprile di quell'anno la decadenza della dinastia borbonica e l'indipendenza dell'isola. Inoltre, Perez fece parte della commissione che doveva offrire la Corona del Regno di Sicilia al duca di Genova, Ferdinando di Savoia, che però declinò, essendo impegnato nelle operazioni belliche della Prima Guerra d'Indipendenza. Nonostante ciò, il deputato siciliano decise di restare in Piemonte per partecipare al congresso per la Confederazione italiana, svoltosi dal 10 al 27 ottobre 1848 e presieduto da Vincenzo Gioberti. Tema centrale del dibattimento fu la costituzione, secondo il progetto neoguelfo, di una confederazione di Stati italiani con un ampio decentramento che partiva dai Comuni.
Il regno siciliano durò poco più di un anno e nell’aprile del 1849 la rivoluzione siciliana fallì per via della dura repressione operata da re Ferdinando II di Borbone: non potendo quindi tornare in Sicilia, Perez cercò di sensibilizzare l’opinione pubblica subalpina sugli eventi dell’isola e sul futuro dell’Italia. Pubblicò infatti La rivoluzione siciliana del 1848 considerata nelle sue ragioni e ne’ suoi rapporti con la rivoluzione europea, che fu tradotto in molte lingue e che inglobava le teorie politiche di Perez, il quale individuava le cause della rivoluzione nella politica repressiva di Ferdinando II ed esprimeva una visione politica basata sul federalismo.
Nell'estate del 1849, Perez si trasferì in Toscana, dove si riunì con i famigliari a Firenze, dove ottenne un impiego come funzionario delle ferrovie del Granducato di Toscana. Fu durante il periodo toscano che l'esule siciliano, fervente autonomista, insieme ad altri suoi conterranei iniziò a guardare al Regno di Sardegna come polo di aggregazione per l'unificazione della penisola, pur chiedendo un certo grado di autonomia per la Sicilia nell'ottica di un futuro Regno italiano.

### Gli incarichi parlamentari
Tornato in Sicilia nel 1860 dopo la spedizione dei Mille, Perez collaborò con il prodittatore Antonio Mordini per cercare di mitigare l'eccessivo centralismo sabaudo nel processo di annessione dell'isola. Il politico siciliano, infatti, propose l'annessione della Sicilia attraverso l'iniziativa di una rappresentanza parlamentare siciliana, senza passare per il plebiscito, cosa invece che il governo di Torino indisse per il 21 ottobre 1860 e che risultò vincente per gli annessionisti.
Dopo la proclamazione del Regno d'Italia, Perez, deluso dal fatto che il nuovo Parlamento italiano non avesse accolto la richiesta autonomista siciliana, anzi avesse dato all'intero Regno un assetto amministrativo centralizzato, nel 1862 pubblicò a Palermo La centralizzazione e la libertà, dove criticava il sistema accentrato e dimostrava come solo un sistema regionale sarebbe andato bene con la nuova realtà italiana.
Nonostante le critiche al governo, Perez continuò la sua carriera da funzionario nel nuovo apparato statale: dal 1862 al 1865 fu infatti procuratore generale della Gran Corte dei conti di Palermo, mentre nel 1867 Agostino Depretis, all'epoca ministro delle Finanze, lo nominò direttore del Consiglio supremo del contenzioso amministrativo; lo stesso anno Francesco Ferrara, successore di Depretis al ministero, lo creò consigliere alla Corte dei conti di Firenze. 
Fu eletto deputato alla Camera del Regno d'Italia nel 1862 per il collegio di Acireale e nel 1865 per quello di Palermo II, ma entrambe le volte venne sempre dichiarato ineleggibile, per via delle cariche amministrative che ricopriva. In questi anni, Perez produsse inoltre diversi studi su Dante, tra cui La Beatrice svelata.

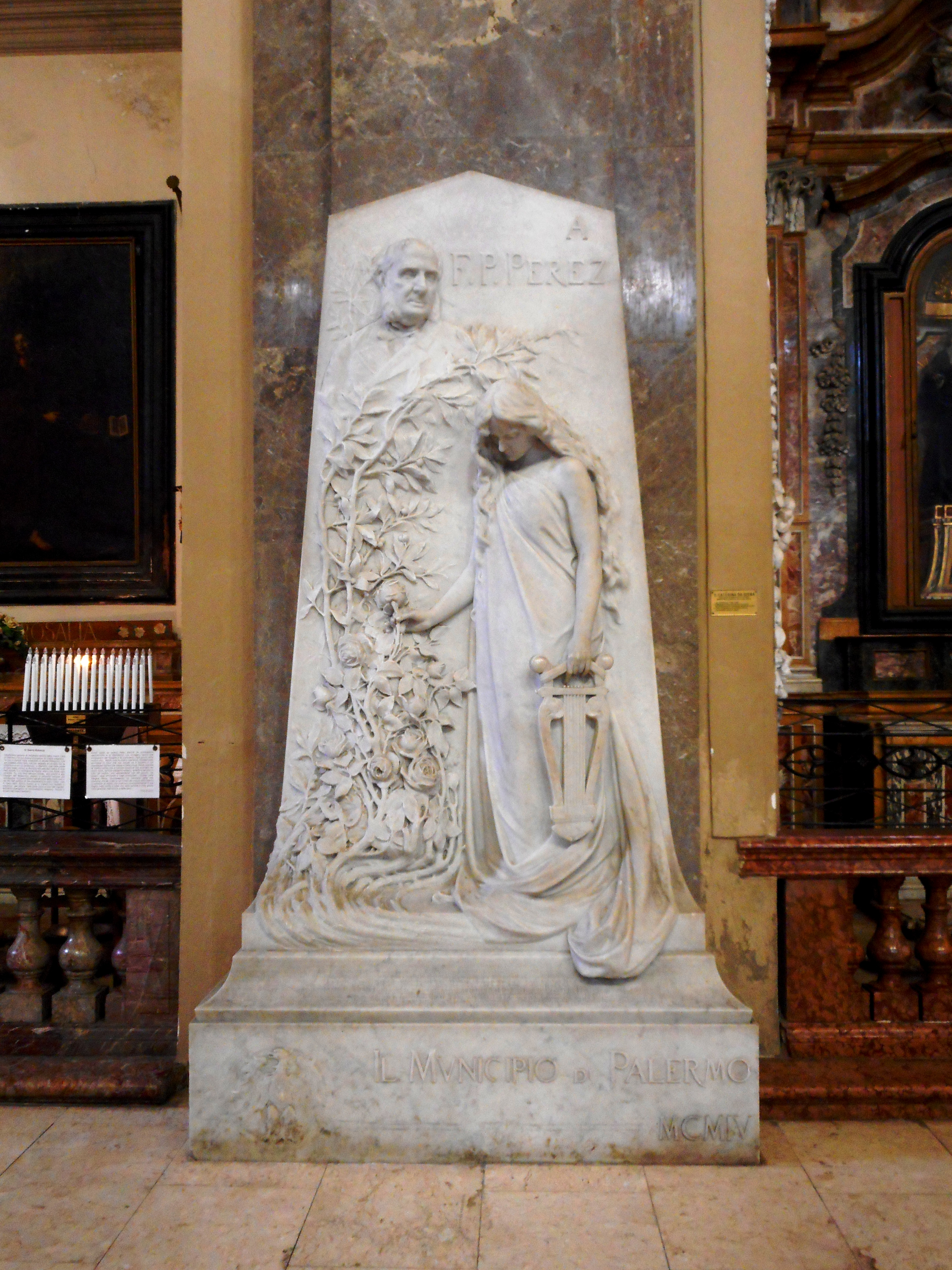
Monumento funerario nella chiesa di San Domenico a Palermo

Nel 1869 fu eletto anche consigliere comunale di Palermo, collaborando la giunta municipale del sindaco Domenico Peranni, di idee regionaliste, mentre il 15 novembre 1871 venne nominato senatore del Regno da re Vittorio Emanuele II di Savoia dietro proposta del Presidente del Consiglio Giovanni Lanza, che voleva coinvolgerlo nei suoi progetti di riforma amministrativa decentrata. Eletto sindaco di Palermo nel novembre del 1876 grazie ad una coalizione tra autonomisti e cattolici, durante il suo mandato, durato un biennio, Perez contribuì all’ammodernamento della città, completando il Teatro Massimo e il prolungamento del viale della Libertà.
Fu poi ministro dei lavori pubblici del Regno d'Italia nel secondo governo Depretis (26 dicembre 1877 - 24 marzo 1878) e ministro dell'Istruzione Pubblica nel secondo governo Cairoli (1879). In seguito ai nuovi incarichi ministeriali, diede le dimissioni dalla carica di sindaco, che fu assunta da un altro esponente autonomista, il senatore Giovanni Raffaele. Come titolare del dicastero dei lavori pubblici, si batté per la continuazione dei lavori della Ferrovia Palermo-Catania. Dopo la caduta del governo Cairoli, il senatore italiano si ritirò a vita privata.
Presidente della Società Siciliana per la Storia Patria dal 1875, Perez visse a Santa Flavia e morì a Palermo il 17 febbraio 1892.
È sepolto nella chiesa di San Domenico a Palermo.

## Riconoscimenti
Dopo la sua morte, nella piazza antistante la stazione ferroviaria di Santa Flavia fu eretto un monumento in suo onore, costituito da un busto marmoreo opera dello scultore Francesco Sorgi, posto su un alto basamento con fregi "a nastro" in stile liberty.

## Opere
- Sulla prima allegoria e sullo scopo della Divina Commedia, Palermo, Stamperia d'Antonio Muratori, 1836.
- Della apocalisse di San Giovanni. Versione poetica, Palermo, Tip. del Giornale letterario, 1836.
- L'ecclesiaste di Salomone. Riprodotto in poesia italiana, Palermo, Stamperia Francesco Lao, 1840.
- Raccolta di prose e poesie edite ed inedite, Palermo, Tip. Clamis e Roberti, 1845.
- La Rivoluzione siciliana del 1848 considerata nelle sue cagioni e ne rapporti colla Rivoluzione europea, Torino, presso G. Pompa e Comp. Editori, 1849.
- La centralizzazione e la libertà, Palermo, Francesco Lao, 1862.
- La Beatrice svelata. Preparazione all'intelligenza di tutte le opere di Dante Alighieri, Palermo, Stab. tipografico di Francesco Lao, 1865. Su quest'opera si veda saggio critico di Annalisa Stancanelli in Bibliografia.
- Della imitazione della natura e del vero nell'arte, Firenze, B. Bianchi e Comp., 1855.
- Sul riordinamento degli studi della fiorentina Accademia di belle arti, Firenze, Tip. Barbera, Bianchi e c., 1859.
- Sulla importanza della parola e sulle origini della lingua italiana. Tre lezioni di Francesco Perez, Palermo, Stab. tipografico di Francesco Lao, 1860.
- Sul sacro libro detto La sapienza di Salomone. Saggio storico-critico seguito da una versione poetica del libro stesso, Firenze, Tip. e cartoleria militare T. Giuliani, 1871.
- Scritti danteschi, con saggio biografico-critico a cura di Giuseppe Pipitone-Federico, Palermo, Giornale di Sicilia, 1898.

### Traduzioni
- Adolfo Thiers, Storia della Rivoluzione francese, nuova versione italiana di Francesco Perez, Palermo, Stab. tipografico di Francesco Lao, 1844.
- Frédéric Bastiat, Sofismi economici, voltati in italiano da Francesco Perez, Firenze, Barbera, 1871.